# Liegi-Bastogne-Liegi 1947
La Liegi-Bastogne-Liegi 1947, trentatreesima edizione della corsa, fu disputata il 20 aprile 1947 per un percorso di 218 km. Fu vinta dal belga Richard Depoorter, giunto al traguardo in 6h28'00" alla media di 36,286 km/h, precedendo i connazionali Raymond Impanis e Florent Mathieu. 
I corridori che portarono a termine la gara al traguardo di Liegi furono in totale 50.

## Ordine d'arrivo (Top 10)
| Pos. | Corridore              | Squadra            | Tempo    |
| ---- | ---------------------- | ------------------ | -------- |
| 1    | Richard Depoorter      | Garin-Wolber       | 6h28'00" |
| 2    | Raymond Impanis        | Alcyon-Dunlop      | a 4"     |
| 3    | Florent Mathieu        | -                  | s.t.     |
| 4    | Louis Thiétard         | Metropole          | s.t.     |
| 5    | Stan Ockers            | Groene Leeuw       | s.t.     |
| 6    | Pierre Tacca           | Mercier-Hutchinson | s.t.     |
| 7    | Marcel Ryckaert        | Mercier-Hutchinson | a 1'14"  |
| 8    | René Oreel             | -                  | s.t.     |
| 9    | Maurice De Wannemaeker | -                  | s.t.     |
| 10   | Désiré Stadsbader      | -                  | s.t.     |